# Coppa del Re 1990 (pallacanestro maschile)
La Coppa del Re 1990 è stata la 54ª Coppa del Re di pallacanestro maschile.

## Primo turno
| Squadra 1         | Totale    | Squadra 2   | Andata  | Ritorno  |
| ----------------- | --------- | ----------- | ------- | -------- |
| Collado Villalba  | 142 - 168 | Caja Bilbao | 67 - 68 | 75 - 100 |
| Peñas Huesca      | 163 - 165 | Breogán     | 92 - 79 | 71 - 86  |
| Oximesa Granada   | 164 - 174 | Manresa     | 83 - 83 | 81 - 91  |
| Canarias Tenerife | 168 - 191 | Estudiantes | 83 - 79 | 85 - 114 |
| Valencia          | 177 - 150 | Tenerife AB | 86 - 59 | 91 - 91  |
| Gran Canaria      | 142 - 145 | Siviglia    | 72 - 69 | 70 - 76  |
| Valladolid        | 149 - 142 | Ourense     | 82 - 81 | 67 - 61  |
| Maristas Málaga   | 166 - 157 | OAR Ferrol  | 86 - 77 | 80 - 83  |

## Ottavi di finale
| Squadra 1      | Totale    | Squadra 2         | Andata   | Ritorno  |
| -------------- | --------- | ----------------- | -------- | -------- |
| Caja Bilbao    | 160 - 178 | Joventut Badalona | 77 - 85  | 83 - 93  |
| Caja de Ronda  | 140 - 160 | Breogán           | 57 - 78  | 83 - 82  |
| Manresa        | 148 - 203 | Barcellona        | 80 - 102 | 68 - 101 |
| Granollers EB  | 169 - 150 | Estudiantes       | 83 - 70  | 86 - 80  |
| C.B. Saragozza | 185 - 171 | Valencia          | 113 - 88 | 72 - 83  |
| Siviglia       | 154 - 174 | Girona            | 73 - 83  | 81 - 91  |
| Valladolid     | 158 - 182 | Real Madrid       | 67 - 78  | 91 - 104 |
| Saski Baskonia | 190 - 176 | Maristas Málaga   | 94 - 86  | 96 - 90  |

## Tabellone
|  | Quarti di finale  | Quarti di finale  | Quarti di finale  |                   |                   | Semifinali        | Semifinali | Semifinali |  |  | Finale | Finale | Finale |  |
|  |                   |                   |                   |                   |                   |                   |            |            |  |  |        |        |        |  |
|  | Barcellona        | Barcellona        | 83                |                   |                   |                   |            |            |  |  |        |        |        |  |
|  | Barcellona        | Barcellona        | 83                |                   |                   |                   |            |            |  |  |        |        |        |  |
|  | Granollers EB     | Granollers EB     | 85                |                   |                   |                   |            |            |  |  |        |        |        |  |
|  | Granollers EB     | Granollers EB     | 85                |                   | Granollers EB     | Granollers EB     | 81         |            |  |  |        |        |        |  |
|  |                   |                   |                   |                   | Granollers EB     | Granollers EB     | 81         |            |  |  |        |        |        |  |
|  |                   |                   | Joventut Badalona | Joventut Badalona | 93                |                   |            |            |  |  |        |        |        |  |
|  | Joventut Badalona | Joventut Badalona | Joventut Badalona | Joventut Badalona | 93                | 94                |            |            |  |  |        |        |        |  |
|  | Joventut Badalona | Joventut Badalona |                   |                   |                   |                   |            |            |  |  |        |        |        |  |
|  | Breogán           | Breogán           | 78                |                   |                   |                   |            |            |  |  |        |        |        |  |
|  | Breogán           | Breogán           | 78                |                   | Joventut Badalona | Joventut Badalona | 69         |            |  |  |        |        |        |  |
|  |                   |                   |                   |                   |                   |                   |            |            |  |  |        |        |        |  |
|  |                   |                   | C.B. Saragozza    | C.B. Saragozza    | 76                |                   |            |            |  |  |        |        |        |  |
|  | Real Madrid       | Real Madrid       | C.B. Saragozza    | C.B. Saragozza    | 76                | 84                |            |            |  |  |        |        |        |  |
|  | Real Madrid       | Real Madrid       |                   |                   |                   |                   |            |            |  |  |        |        |        |  |
|  | Saski Baskonia    | Saski Baskonia    | 82                |                   |                   |                   |            |            |  |  |        |        |        |  |
|  | Saski Baskonia    | Saski Baskonia    | 82                |                   | Real Madrid       | Real Madrid       | 73         |            |  |  |        |        |        |  |
|  |                   |                   |                   |                   | Real Madrid       | Real Madrid       | 73         |            |  |  |        |        |        |  |
|  |                   |                   | C.B. Saragozza    | C.B. Saragozza    | 74                |                   |            |            |  |  |        |        |        |  |
|  | C.B. Saragozza    | C.B. Saragozza    | C.B. Saragozza    | C.B. Saragozza    | 74                | 85                |            |            |  |  |        |        |        |  |
|  | C.B. Saragozza    | C.B. Saragozza    |                   |                   |                   |                   |            |            |  |  |        |        |        |  |
|  | Girona            | Girona            | 79                |                   |                   |                   |            |            |  |  |        |        |        |  |

## Finale
| Arbitri: | Francisco Javier Fajardo Miguel Ángel Betancor |

|                                |            |                    |
| Villacampa 22                  | Punti      | 44 Davis           |
| R. Jofresa, Montero, Morales 1 | Assist     | 2 J. Arcega, Davis |
| Lampley, Morales 7             | Rimbalzi   | 9 Belostennyj      |
| Herb Brown                     | Allenatori | Jesús Carrera      |